# 塞巴·卡斯楚
本哈明·布萊安·卡斯楚（西班牙語：Benjamin Brian Castro，1989年12月22日—），以藝名塞巴斯蒂安·卡斯楚（西班牙語：Sebastian Castro）成名，是一位秘魯裔及日裔混血美國籍菲律賓男演員、歌手及Youtuber。他是個網路紅人，在東南亞有許多粉絲。
卡斯楚的成名作是他的男同性戀主題MV〈泡泡〉（英語：Bubble），在網路上病毒式爆紅，超過300萬人次觀看，並讓他在東南亞快速成名，尤其是菲律賓和印尼。

## 經歷
塞巴·卡斯楚生於美國紐約長島，在紐約州及喬治亞州長大。17歲時，卡斯楚向父母出櫃、坦露同性戀性傾向，卻被父母斷絕往來，讓他必須獨力完成薩凡納藝術設計學院學業。
塞巴·卡斯楚發布MV〈泡泡〉後不久，便在菲律賓Podcast網站上公開出櫃。被問及為何在GMA電視網節目上出櫃時，他回答：「我知道有許多人害怕做自己。」
2014年，塞巴·卡斯楚和前ABS-CBN記者蔡曼中（英語：Ryan Chua）在社交網站上公開宣布交往，當時塞巴·卡斯楚正在倫敦大學城市學院進修碩士課程。交往4年後，兩人於2017年9月分手。2018年4月，塞巴·卡斯楚與菲律賓男演員、電視主持人保羅·貝勒斯特羅的合照公開，演藝圈開始討論兩人的關係，但兩人皆未公開置評；同年6月，卡斯楚承認剛結束一段關係，但未指名對象是誰。

## 職業生涯
2013年2月14日，塞巴·卡斯楚第一支MV〈泡泡〉上傳至Youtube，迅速獲得300多萬人次觀看，進而帶起「泡泡舞」（Bubble Pop）的風潮，尤其是在菲律賓。塞巴·卡斯楚在這支MV中首次公開出櫃，在此之前都未公開性傾向。
塞巴·卡斯楚很快就在東南亞接到產品代言，包括快樂蜂、潘婷、等，也被列為菲律賓2012年大都會單身漢名單中。塞巴·卡斯楚目前是富士軟片、杜蕾斯、Blued等品牌代言人。
自2013年爆紅後，卡斯楚陸續出演幾部電視劇和電影中的小配角，並在菲律賓導演小阿多弗·艾力克斯的電影《4天》（英語：4 Days）中首次擔綱主角。這部電影被PLM電影協會（英語：PLM Film Society）譽為「近期印象中最具創造性的類型電影之一」，並指出米可伊·摩拉利斯和塞巴·卡斯楚兩人相輔相成，摩拉利斯飾演「馬克」（英語：Mark）時堅定而令人心碎、卡斯楚飾演的「德里克」（英語：Derek）則充滿保留、疑慮、難以言喻的複雜情感。

### 電影
| 年度   | 片名 | 角色             | 公司       |
| ------ | ---- | ---------------- | ---------- |
| 2013年 |      | Sebastian        |            |
| 2015年 |      | Sonny Boy        | 獨立製片、 |
| 2017年 |      | Atty Victor Cruz | 、         |
| 2016年 |      | Derek Hernandez  | 獨立製片   |
| 2018年 |      | Oscar            |            |
| 2018年 |      | Leon             | 獨立製片   |

## 外部連結
- 塞巴·卡斯楚的X（前Twitter）
- 塞巴斯蒂安·卡斯楚在互联网电影资料库（IMDb）上的資料（英文）
- 塞巴斯蒂安·卡斯楚的Facebook專頁